# 胡科湖
43°56′18″N 39°48′12″E / 43.93833°N 39.80333°E

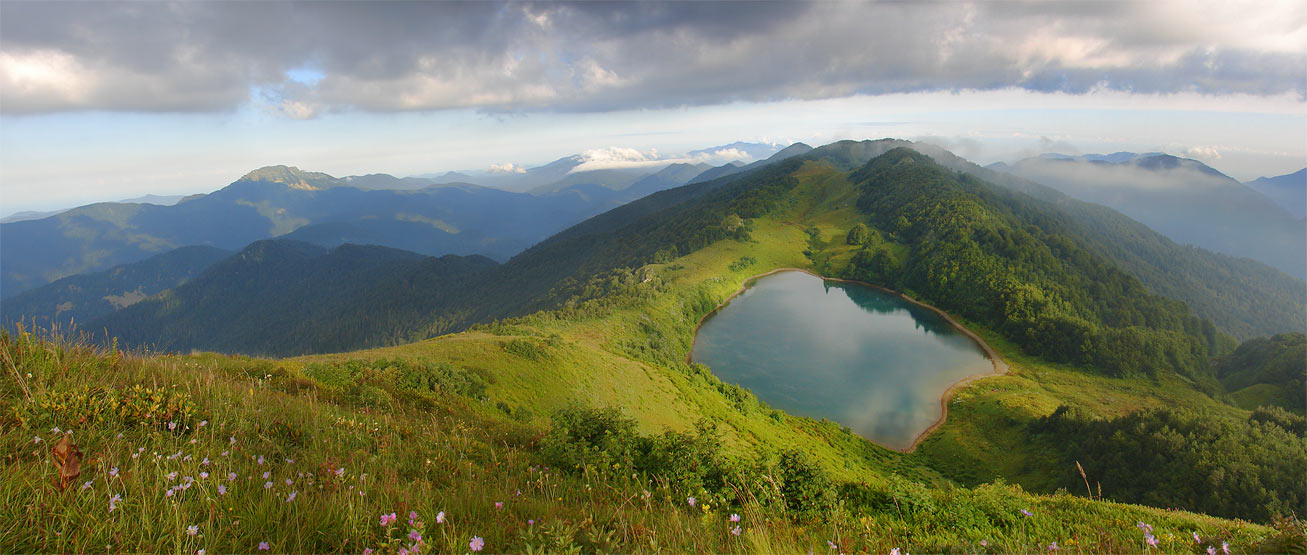

胡科湖（俄语：Хуко），是俄羅斯的湖泊，位於該國西南部，由阿迪格共和國和克拉斯諾達爾邊疆區負責管轄，長0.26公里、寬0.15公里，面積0.027平方公里，海拔高度1,744米，平均水深7米，最大水深10米。